# 国道488号

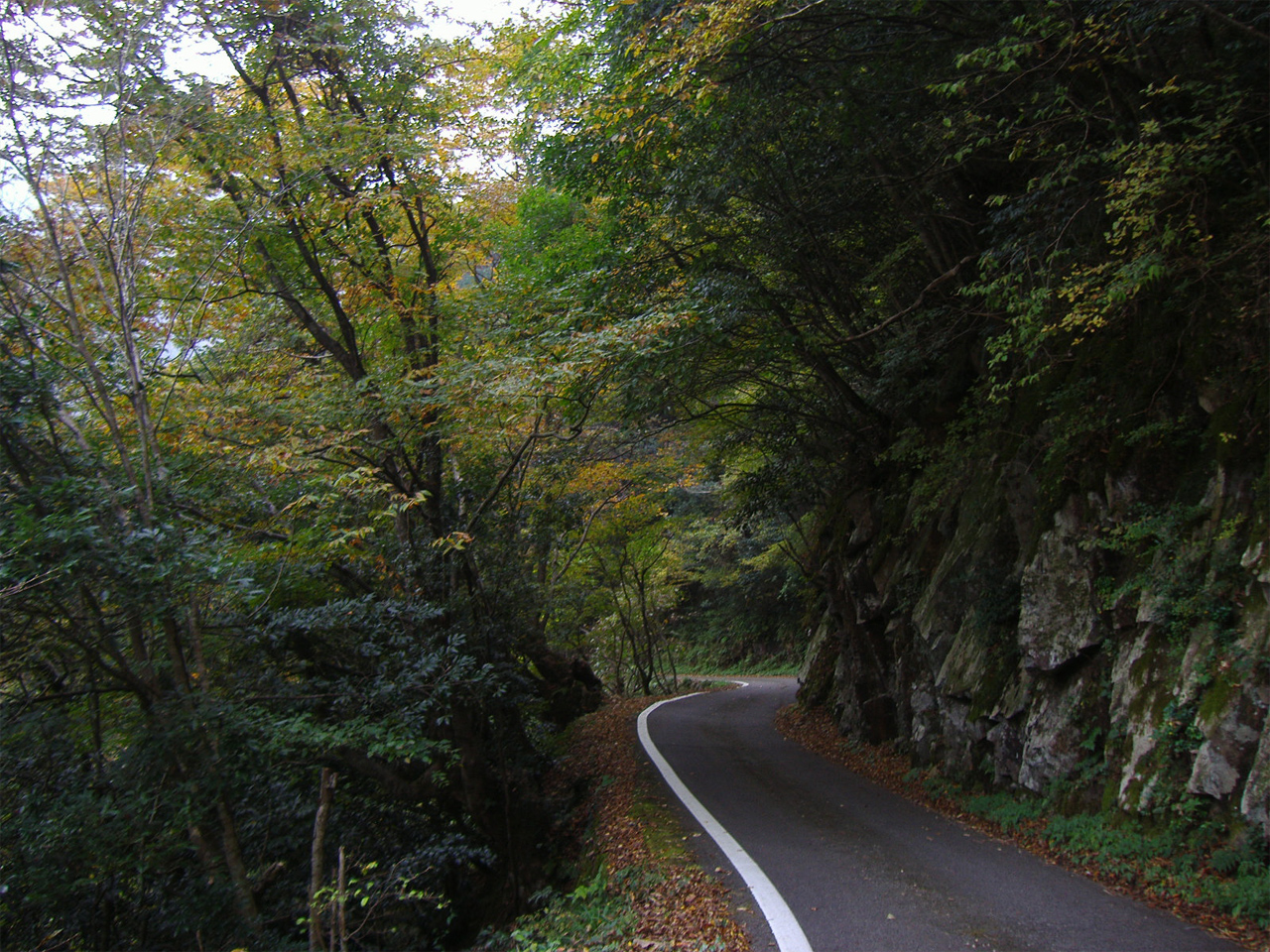
益田市匹見町（2007年11月）。
未改良区間も多く残っている

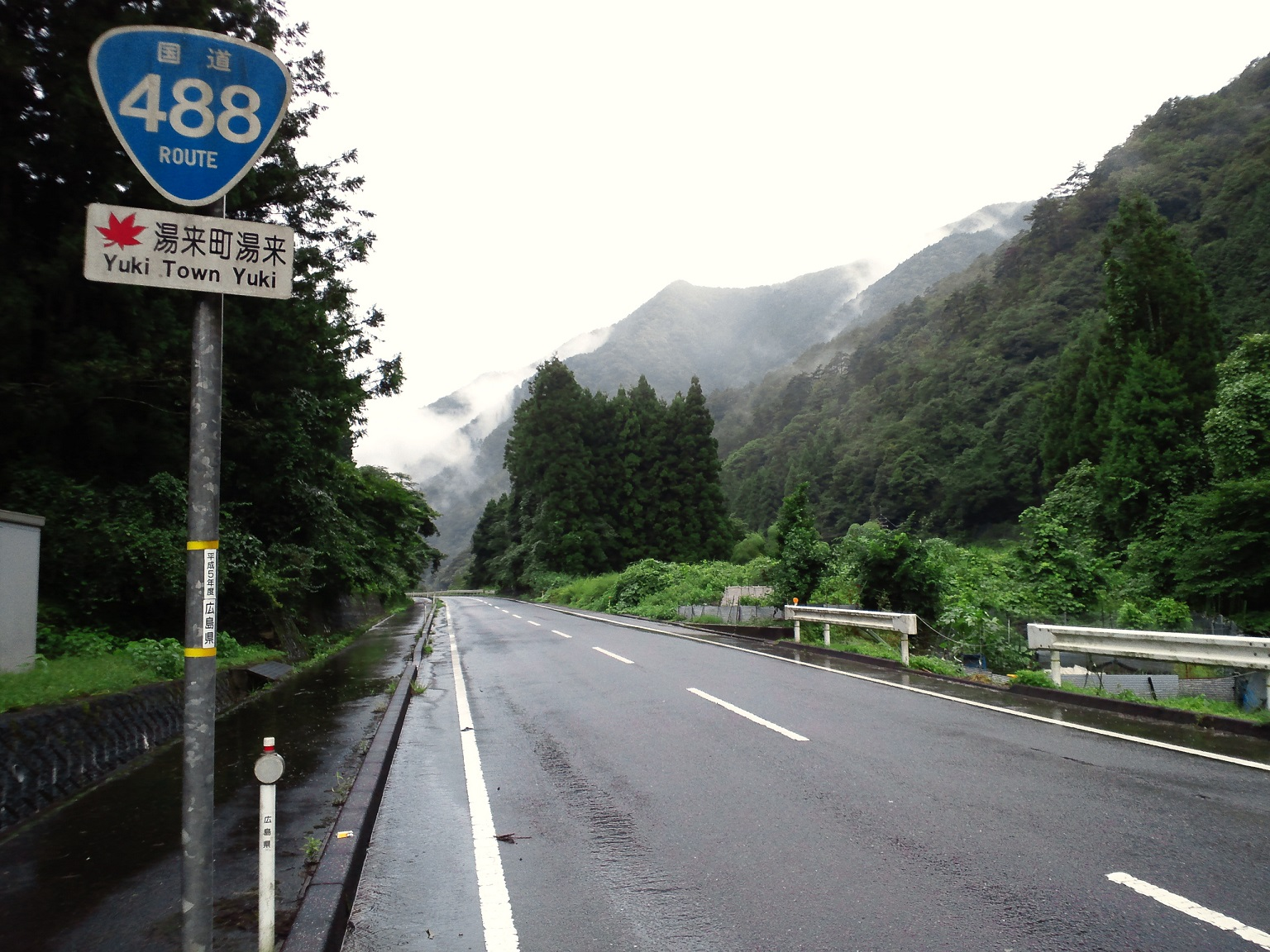
国民宿舎湯来ロッジ付近（2013年9月）。
広島市佐伯区湯来町湯来

国道488号（こくどう488ごう）は、島根県益田市から広島県廿日市市に至る一般国道である。

## 概要
中国地方の日本海側の島根県と瀬戸内海側の広島県を中国山地を山越えで横断して結ぶ国道のひとつ。ほぼ中間地点の広島県廿日市市で、中国自動車道の吉和インターチェンジIC付近を通過し、国道186号と交差する。狭隘な道路が多く、安全施設の設置状況が少ない国道であるなど、中国地方を代表する山越えの俗に言う「酷道」の一つに挙げられている。

### 路線データ
一般国道の路線を指定する政令に基づく起終点および重要な経過地は次のとおり。
- 起点：益田市（横田町交差点 = 国道9号交点、国道187号上）
- 終点：廿日市市（上平良（かみへら）交差点 = 国道2号交点、国道433号上）
- 重要な経由地：広島県佐伯郡吉和村[注釈 2]・同郡湯来町[注釈 3]
- 総延長 : 111.6 km（島根県 47.6 km、広島県 32.8 km、広島市 31.1 km）重用延長を含む。[4][注釈 4]
- 重用延長 : 28.0 km（島根県 - km、広島県 11.4 km、広島市 16.6 km）[4][注釈 4]
- 未供用延長 : なし[4][注釈 4]
- 実延長 : 83.6 km（島根県 47.6 km、広島県 21.4 km、広島市 14.6 km）[4][注釈 4]
  - 現道 : 81.8 km（島根県 45.8 km、広島県 21.4 km、広島市 14.6 km）[4][注釈 4]
  - 旧道 : 1.8 km（島根県 1.8 km、広島県 - km、広島市 - km）[4][注釈 4]
  - 新道 : なし[4][注釈 4]
- 指定区間：なし
- 通行規制：最大幅2 m
  - 島根県益田市匹見町山根上（匹見レストパーク前） - 広島県廿日市市吉和（国道186号交点）
- 異常気象時通行規制、冬季閉鎖（12月15日 - 3月15日）区間：
  - 島根県益田市匹見町山根上（匹見レストパーク前） - 広島県廿日市市吉和（国道186号交点）延長：25.1 km
  - 広島県廿日市市吉和東山（もみのき森林公園前） - 広島県広島市佐伯区湯来町多田（広島県道293号本多田佐伯線交点）延長：7.3 km

## 歴史
- 1993年（平成5年）4月1日 - 島根県道・広島県道4号益田廿日市線（益田市横田町・横田町交差点 - 佐伯郡湯来町多田間）・広島県道42号大竹湯来線（佐伯郡湯来町多田）・広島県道41号五日市筒賀線（佐伯郡湯来町多田 - 佐伯郡湯来町和田間）から国道へ昇格[5]。

島根県道・広島県道4号益田廿日市線の残部は、広島市佐伯区湯来町多田 - 廿日市市永原・玖島分かれ交差点間が従来より重複していた広島県道42号大竹湯来線、廿日市市永原・玖島分かれ交差点 - 廿日市市宮内・宮内交差点間が従来より重複していた広島県道30号廿日市佐伯線となった。

## 路線状況
起点から島根県益田市匹見の区間は一部未改良区間を残すものの大半は改良済み、路線の両端側から徐々に道路改良工事が進められている。それより先は未改良区間で島根県益田市匹見（島根県道307号波佐匹見線交点）から広島県廿日市市吉和（国道186号交点）の約25 km区間は、中・大型車の通行は不可能ばかりか普通車同士でも離合が出来ない区間が続き、落石、倒木、路肩軟弱な所が多い上、路面状態が悪く凹凸が多数ある。なお、益田市匹見町匹見山根上の（小郷橋）から益田市匹見町匹見（セイコ橋）までの7 kmは落石が発生する危険が極めて高いため2011年（平成23年）4月28日から当面の間、通年通行止めになっている。この区間の入口には警告看板と侵入防止のためのゲートが設置されており施錠されている。ワサビ栽培のために何があっても自己責任という事で特別に許可された地元の人か、島根県の職員がパトロールのために入る場合を除き、一般車両は（自転車などの軽車両、歩行者も含めて）通行する事が出来ない。
三八豪雪や過疎化などで集団移転し廃村となった広見集落跡や島根大学の匹見演習林など、島根県側の残りの区間は広島県側からしかアクセスする事が出来ず、法面が崩落した区間を工事用の鉄板を敷いただけの応急処置で放置されている場所があったり、他の区間も路面状態が非常に悪い上、抜け道などは当然なく、通り抜ける事は不可のため来た道を戻るしか方法がなく特別な事情が無い限り通行する事は避けた方が無難である。
島根・広島県境の三坂峠は標高960 mと中国地方の国道では一番標高が高い。そのため霧が発生しやすく、冬季閉鎖が解除された春先や晩秋から初冬の冬季閉鎖前でも積雪、凍結する事もある。気温が低い時期、麓は雨でも三坂峠付近は雪が降っている場合があり気をつけた方が良い。また、広島県側の三坂八郎林道から広島県廿日市市吉和の国道186号交点までの区間は、狭隘な区間を林業関係者のトラックやダンプなどの大型車の通行が多く、通行には注意が必要。
廿日市市吉和で国道186号と重複し廿日市市吉和 - 吉和郵便局前交差点から再び単独区間に入る。廿日市市吉和東山のもみのき森林公園前までは2車線の改良された道だが、それより先の広島市佐伯区湯来町多田までの区間は再び「酷道」区間に入る。またこの区間の一帯は「東山渓谷」と呼ばれているが普通車1台が何とか通れる程の道幅しかないため景色を楽しむ余裕はない。当然、中・大型車の通行は不可能であり普通車同士の離合も困難。廿日市市・広島市境を過ぎてしばらくすると1車線の現道と東山バイパスとの分岐点がある。1車線の現道でも東山バイパスでも多田集落で合流するが、バイパスは雲出トンネルで山を貫いており快適である事からこちらの方を通る方が安全。多田集落を過ぎると湯来ロッジまで再び未改良の区間になるが、ガードレール、カーブミラーなどが整備されている。湯来ロッジから先は湯来出張所前交差点まで改良済みの区間を進み国道433号と重複する。

### 重複区間
- 国道186号（広島県廿日市市吉和 - 廿日市市吉和・吉和郵便局前交差点）
- 国道433号（広島県広島市佐伯区・湯来出張所前交差点 - 廿日市市・上平良交差点（終点））

### バイパス
- 湯来バイパス
- 東山バイパス
- 長沢バイパス
- 白岩拡幅

### 交通量
24時間交通量（台）　道路交通センサス
| 観測地点               | 平成22（2010）年度 |
| ---------------------- | ------------------ |
| 廿日市市吉和           | 035                |
| 広島市佐伯区湯来町多田 | 551                |

（出典：「平成22年度道路交通センサス」（国土交通省ホームページ）より一部データを抜粋して作成）

## 地理
島根県の景勝地で広島県境にほど近い山間部に位置する匹見峡は、匹見川によって浸食された峡谷で、国道488号がそのアクセス路になっている。冬期の匹見峡は中国地方にしては珍しく道路が冬季閉鎖されるほど雪深く、冬季閉鎖直前でも積雪が見られるほどである。

### 通過する自治体
- 島根県
  - 益田市
- 広島県
  - 廿日市市 - 広島市（佐伯区） - 廿日市市

### 交差する道路
| 交差する道路                                                                                                   | 都道府県名 | 市町村名 | 市町村名 | 交差する場所                 | 交差する場所                  |
| 現道 | 現道       | 現道     | 現道     | 現道                         | 現道                          |
| --- | ---------- | -------- | -------- | ---------------------------- | ----------------------------- |
| 国道9号 国道187号 重複                                                                                         | 島根県     | 益田市   | 益田市   | 横田町                       | 横田町交差点 / 起点           |
| 島根県道312号須川谷日原線                                                                                      | 島根県     | 益田市   | 益田市   | 長沢町                       |                               |
| 島根県道54号益田澄川線                                                                                         | 島根県     | 益田市   | 益田市   | 匹見町澄川                   |                               |
| 島根県道314号美都澄川線                                                                                        | 島根県     | 益田市   | 益田市   | 匹見町澄川                   |                               |
| 島根県道172号美都匹見線                                                                                        | 島根県     | 益田市   | 益田市   | 匹見町落合                   |                               |
| 島根県道42号吉賀匹見線                                                                                         | 島根県     | 益田市   | 益田市   | 匹見町匹見                   |                               |
| 島根県道307号波佐匹見線                                                                                        | 島根県     | 益田市   | 益田市   | 匹見町匹見                   |                               |
| 通行不能区間                                                                                                   |            |          |          |                              |                               |
| 十方山林道 | 広島県     | 廿日市市 | 廿日市市 | 吉和                         |                               |
| 大向長者原林道                                                                                                 | 広島県     | 廿日市市 | 廿日市市 | 吉和                         |                               |
| 三坂八郎林道                                                                                                   | 広島県     | 廿日市市 | 廿日市市 | 吉和                         |                               |
| 国道186号 重複区間起点 国道434号 重複区間起点                                                                  | 広島県     | 廿日市市 | 廿日市市 | 吉和                         |                               |
| 広島県道296号吉和戸河内線                                                                                      | 広島県     | 廿日市市 | 廿日市市 | 吉和                         |                               |
| E2A 中国自動車道 国道186号 重複区間終点 国道434号 重複区間終点                                                 | 広島県     | 廿日市市 | 廿日市市 | 吉和                         | 吉和郵便局前交差点 28 吉和IC  |
| 国道488号 / 東山バイパス                                                                                       | 広島県     | 広島市   | 佐伯区   | 湯来町大字多田               |                               |
| 広島県道293号本多田佐伯線                                                                                      | 広島県     | 広島市   | 佐伯区   | 湯来町大字多田               |                               |
| 国道488号 / 東山バイパス                                                                                       | 広島県     | 広島市   | 佐伯区   | 湯来町大字多田               |                               |
| 広島県道42号大竹湯来線                                                                                         | 広島県     | 広島市   | 佐伯区   | 湯来町大字多田               |                               |
| 国道488号 / 湯来バイパス                                                                                       | 広島県     | 広島市   | 佐伯区   | 湯来町大字多田               |                               |
| 広島県道41号五日市筒賀線 重複区間起点                                                                          | 広島県     | 広島市   | 佐伯区   | 湯来町大字多田               |                               |
| 国道488号 / 湯来バイパス                                                                                       | 広島県     | 広島市   | 佐伯区   | 湯来町大字多田               |                               |
| 国道433号 重複区間起点                                                                                         | 広島県     | 広島市   | 佐伯区   | 湯来町大字和田               | 湯来出張所前交差点            |
| 広島県道77号久地伏谷線 重複区間起点 広島県道292号川角佐伯線 / 旧道                                             | 広島県     | 広島市   | 佐伯区   | 湯来町大字伏谷（ふしだに）   | 川角（かわすみ）交差点        |
| 広島県道292号川角佐伯線                                                                                        | 広島県     | 広島市   | 佐伯区   | 湯来町大字伏谷               | 新川角橋北詰交差点            |
| 広島県道77号久地伏谷線 重複区間終点                                                                            | 広島県     | 広島市   | 佐伯区   | 湯来町大字葛原（つづらはら） |                               |
| 広島県道41号五日市筒賀線 重複区間終点                                                                          | 広島県     | 広島市   | 佐伯区   | 五日市町大字下河内           |                               |
| 広島県道291号長野葛原線                                                                                        | 広島県     | 広島市   | 佐伯区   | 湯来町大字葛原               |                               |
| 広島県道291号長野葛原線                                                                                        | 広島県     | 廿日市市 | 廿日市市 | 原                           |                               |
| 広島県道294号虫道廿日市線 重複区間起点                                                                         | 広島県     | 廿日市市 | 廿日市市 | 原                           |                               |
| E2 山陽自動車道 広島県道469号廿日市環状線                                                                      | 広島県     | 廿日市市 | 廿日市市 | 上平良（かみへら）           | 速谷高架下交差点 31-1 宮島SIC |
| 国道2号 / 西広島バイパス 国道433号 重複区間終点 広島県道247号廿日市港線 広島県道294号虫道廿日市線 重複区間終点 | 広島県     | 廿日市市 | 廿日市市 | 上平良                       | 上平良交差点 / 終点           |
| 東山バイパス                                                                                                   |            |          |          |                              |                               |
| 国道488号 / 現道                                                                                               | 広島県     | 広島市   | 佐伯区   | 湯来町大字多田               | 東山バイパス起点              |
| 広島県道293号本多田佐伯線                                                                                      | 広島県     | 広島市   | 佐伯区   | 湯来町大字多田               |                               |
| 国道488号 / 現道                                                                                               | 広島県     | 広島市   | 佐伯区   | 湯来町大字多田               | 東山バイパス終点              |
| 湯来バイパス                                                                                                   |            |          |          |                              |                               |
| 国道488号 / 現道                                                                                               | 広島県     | 広島市   | 佐伯区   | 湯来町大字多田               | 湯来バイパス起点              |
| 国道488号 / 現道 広島県道41号五日市筒賀線 重複                                                                 | 広島県     | 広島市   | 佐伯区   | 湯来町大字多田               | 湯来バイパス終点              |

### 沿線
名所・旧跡・観光地
- 前匹見峡
- 裏匹見峡

### 峠
- 三坂峠
- 七曲峠